# Kristkirkens Sogn (Københavns Kommune)
 For alternative betydninger, se Kristkirkens Sogn. (Se også artikler, som begynder med Kristkirkens Sogn)
Kristkirkens Sogn var et sogn i Vesterbro Provsti (Københavns Stift). Sognet lå i Københavns Kommune; indtil Kommunalreformen i 1970 lå det i Sokkelund Herred (Københavns Amt).
Sognet udskiltes i 1900 fra Sankt Matthæus Sogn.
Sognet med Kristkirken indgår nu som en del af Vesterbro Sogn.